# Рохеліо Герра
Рохеліо Герра (ісп. Hildegardo Francisco Guerra Martinez, відомий як Rogelio Guerra (8 жовтня 1936, Аґуаскальєнтес, Мексика — 28 лютого 2018, Мехіко, Мексика) — мексиканський актор театру і кіно, а також майстер дубляжу.

## Біографія
Народився 8 жовтня 1936 року в Агуаскальєнтес. Знімався з 1958 по 2013 рік. Спочатку грав у театрі у п'єсах, а з 1963 року дебютував і в кінематографі. За своє довге плідне життя і кар'єру він знявся в 101 роботі в кіно, включаючи теленовели. Володів іспанською та англійською мовами, внаслідок цього перші мексиканські фільми, зіграні ним і продані до Голлівуду, він озвучив англійською мовою сам без допомоги акторів дубляжу.
У кіно знімався не тільки у себе на батьківщині в Мексиці, а також у США, також грав у театральних мексиканських п'єсах разом з видатними коміками Кантінфласом та Луїсом Феліпе Товаром. Справжня слава до актора прийшла у 1979 році, коли режисер Фернандо Чакон запросив його у культовий телесеріал «Багаті теж плачуть», де йому довірили головну роль Луїса Альберто Сальватьєрри. Після цієї прем'єри актор став світовою знаменитістю, а в 1992 році після прем'єри телесеріалу «Багаті теж плачуть» в Україні та країнах колишнього Радянського Союзу. Глядачі з екс-СРСР повірили герою Луїса Альберто і в нього закохалися. В 2013 році після виходу телесеріалу «Те, що життя в мене вкрало», він вирішив залишити кінематограф і присвятити своє життя улюбленому театру, займався ліпленням скульптурних композицій, а також вів курси акторської майстерності як для дітей, так і для дорослих.
Помер 28 лютого 2018 року в Мехіко від зупинки серця.

## Особисте життя
Рохеліо Герра був одружений з Марібель Роблес.

## Фільмографія

### Серіали

#### Televisa
- 1964 — Грозовий перевал
- 1966 — Любов і зарозумілість
- 1966 — Сильніше, ніж твоя любов
- 1967 — Будинок звірів
- 1974 — Зловмисниця — Габіно.
- 1975 — Беззахисний
- 1976 — Бандити із замерзлої річки — Хуан Робреньйо.
- 1977 — Помста — Султан де Оман.
- 1978 — Доменіка Монтеро — Хосе Марія Роблес.
- 1979 — Багаті теж плачуть — Луїс Альберто Сальватьєрре Ісагірре (дубляж Олексій Борзунов).
- 1982 — Ванесса — Пієрре де Сайнт-Гермайн.
- 1983 — Амалія Батіста — Хосе Роберто.
- 1984 — Іскорка — Естебан.
- 1984 — Принцеса — Сантьяго.
- 1985 — Пожити трошки — Грегоріо Меріса Обергин.
- 1987 — Втрачені роки
- 1989 — Білі ангели — Хорхе.
- 1993 — Бідні родичі — Раміро Сантос.
- 1995 — Марія Хосе — Рауль Алмазан.
- 2008 — Завтра – це назавжди — Артеміо Браво.
- 2013 — Те, що життя в мене вкрало — Лауро Мендоса

#### TV Azteca
- 1996 — Без права на кохання — Комендант Фернандо Гомес Міранда.
- 1998 — Azul Текіла — Адольфо Берріосабаль.
- 2000 — Жінка з характером — Леонардо Прадо.

#### Telemundo
- 2004 — Сапата: Любов за замовчуванням — Еухеніо Ескандон.

## Театральні п'єси
- 1966 — Гамлет — Вільям Шекспір.
- 1981 — Маленький принц
- 2005 — Гамлет
- 2008 — Піноккіо — Карло Коллоді.
- 2012 — Панорама з мосту — Артур Міллер.

## Нагороди та премії

### TVyNovelas
Актор Рохеліо Герра 5 разів був номінований на премію, проте жодного разу він не переміг.
| Рік  | Категорія                | Телесеріал           | Підсумки  |
| ---- | ------------------------ | -------------------- | --------- |
| 1983 | Найкращий лиходій        | Ванесса              | Номінація |
| 1986 | Найкраща головна роль    | Пожити трошки        | Номінація |
| 1991 | Найкраща головна роль    | Білі янголи          | Номінація |
| 2010 | Найкраща негативна роль  | Завтра — це назавжди | Номінація |
| 2012 | Найкращий головний актор | Рафаела              | Номінація |